# 한국과학관협회
한국과학관협회(韓國科學館協會, Korea Science Center and Museum Association)는 과학관 상호간의 유기적 협조체제를 구축 · 유지하고, 건전학 효율적인 과학관 활동을 영위함으로써 과학문화의 창달에 기여하며, 각 회원기관이 대국민 과학 기술 보급기능을 충실히 이행하 수 있도록 과학관의 제도적 보호 · 육성에 이바지하는 것을 목적으로 설립된 사단법인이다. 대전광역시 유성구 대덕대로 481 (구성동32-2)에 위치하고 있다.

## 설립 근거
- 과학관의 설립·운영 및 육성에 관한 법률 제22조[1]

## 설립 목적
- 전국의 국·공립 및 사립과학관(자연사박물관, 민속박물관, 예술관련박물관, 생태‧환경과학관, 어린이회관, 어린이박물관, 교통박물관, 과학공원 등 이와 유사한 기능을 하는 기관‧단체를 포함)들의 협의체로서, 건전한 과학관 활동을 통하여 과학의 대중화‧생활화와 과학문화 발전에 기여하며, 과학기술을 보급하는 사회교육기관으로서의 역할을 충실히 이행할 수 있도록 국내외 과학관 상호간의 유기적 협조체제 유지 및 제도적 보호 육성에 이바지함

## 주요 사업
- 과학관의 공동 발전을 위한 국가 지원사업 추진
- 과학관 관련 세제감면, 공공요금인하 및 법령개정 건의
- 과학관 관련 기부제도, 보조금, 후원금 공동연구사업 추진
- 과학관간 정보자료, 외국자료 등 교류체제 구축사업 추진
- 외국 과학관과의 공동협력사업 지원
- 학술지 및 학회지, 기타 과학관 관련 자료 발간에 관한 사업
- 과학관 전문직원에 대한 교육 및 양성사업
- 과학기술 관련 및 사회교육프로그램 추진사업
- 기타 본회의 목적 달성을 위한 사업

## 연혁
- 1997년 3월 20일 전국과학관협회 창립총회(국립중앙과학관)
- 2003년 3월 21일 제1차 이사회 및 창립임시 회의 개최

## 조직
- 이사회
- 감사

### 총회

#### 한국과학관협회장
- 전문연구위원

##### 사무국
- 경영기획팀
- 운영지원팀